# Nieuport 11
El Nieuport 11, normalment anomenat Bébé, fou un caça francès d'un sol seient de la Primera Guerra Mundial.

## Disseny i desenvolupament
El Nie 11 era una versió més petita del Nieuport 10, dissenyat també per Gustave Delage. La primera unitat operativa es va entregar a l'Aviation Militaire, el 5 de gener de 1916 i un mes més tard ja n'hi havien 90 unitats lluitant al front. El Nie 11 era molt maniobrable i bastant ràpid i es va fer famós per ser un dels avions que va acabar amb la superioritat aèria que Alemanya tenia, el 1916, amb els seus Fokker Eindecker, causant moltes baixes alemanyes a la batalla de Verdun.
El Nieuport 11 també es va produir sota llicència a Itàlia on Macchi va construir 646 unitats i també a Rússia i als Països Baixos.
La principal feblesa del disseny del Nie 11 era que l'ala inferior tenia tendència a cargolar-se i trencar-se en realitzar maniobres molt brusques com picats a gran velocitat.

## Variants
- Nieuport 16: El Nie 16 és una versió del Nie 11 amb una motorització més potent (Le Rhone 9J de 110 cavalls de vapor) que estava destinat a reemplaçar els models Nie 10, Nie 11 i Nie 12. Algunes de les unitats portaven 8 míssils Le Prieur als suports entre ales per atacar els globus d'observació enemics.[1][3]
- Nieuport 17: Va ser un dels millors caces aliats del que se'n van produir unes 4.000 unitats. Aquest model era una mica més gran que els Nie 11 i Nie 16 i tenia les ales redissenyades i reforçades per evitar el greu problema de torsió del pla que tenien les versions anteriors.[1][3]

## Especificacions

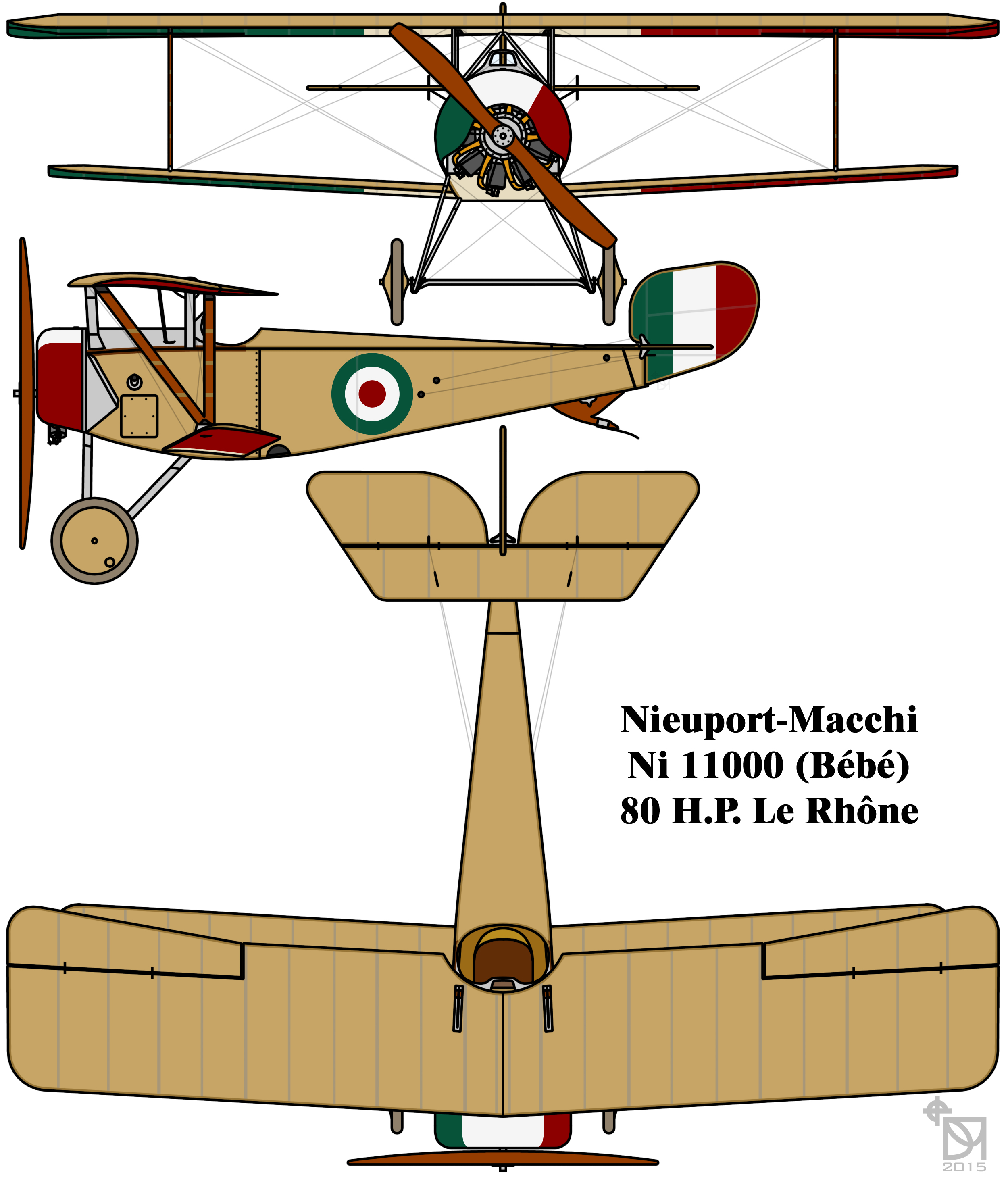
Nieuport 11

Dades de "The Worlds Greatest Aircraft"
Característiques generals
- Tripulació: 1 pilot
- Longitud: 5,8 m
- Envergadura: 7,55 m
- Alçada: 2,4 m
- Superfície de l'ala 13 m²
- Pes buit: 344 kg
- Pes carregat: 480 kg
- Pes màxim d'enlairament: 550 kg
- Motors: 1×  motor rotatiu refrigerat per aire Gnome o Le Rhone, 59,6 kW

 Rendiment 
- Velocitat màxima: 156 km/h
- Abast: 330 km
- Sostre de servei: 4.600 m
- Ràtio d'ascens: 15 min a 3.000 m
- Potència/pes: 1,49 kW/kg

Armament

- 1 × Hotchkiss o Lewis